# Speciale per voi
Speciale per voi è stato un talk show musicale trasmesso dal 1969 al 1970 sul Secondo Canale della Rai, condotto da Renzo Arbore con la collaborazione di Leone Mancini per due stagioni con le seguenti programmazioni: la prima dal 18 marzo al 20 maggio 1969 (8 puntate con la regia di Carla Ragionieri, puntata del 13 maggio 1969 con la regia di Salvatore Nocita), la seconda dal 14 aprile al 7 luglio 1970 (13 puntate, regia di Romolo Siena). Fu il programma che segnò l'esordio televisivo di Arbore.
La trasmissione intendeva mettere a confronto famosi musicisti dell'epoca con il pubblico che interveniva e criticava apertamente gli artisti che venivano ad esibirsi nel programma. Il confronto franco tra musicisti e pubblico, che risentiva del clima di contestazione dell'epoca (soprattutto nelle critiche rivolte agli artisti di connivenza al sistema commerciale delle major e nell'esposizione delle problematiche giovanili dell'epoca) portò a celebri diverbi: fu il caso di una litigata tra Don Backy e il pubblico, di Claudio Villa che si confrontò aspramente con i giovani in studio (tra cui spiccava il figlio, unico a difenderlo) e della fuga in lacrime di Caterina Caselli, offesa dalle critiche ricevute. Fra gli altri, anche Lucio Battisti, Gino Paoli e Sergio Endrigo furono oggetto di critiche aspre durante le puntate in cui furono ospiti.
Oltre al dibattito con i musicisti, la trasmissione ospitava esibizioni dal vivo (a volte su basi registrate, a volte accompagnati dagli Alunni del Sole) e dava spazio al teatro, alla letteratura, alla poesia, al cinema.
Al termine di una puntata del 1970 venne eseguita, come sigla di chiusura, la canzone di Little Tony Lasciami vedere il sole di Mogol e Carlo Donida, interpretata dal vivo dai maggiori gruppi del panorama musicale italiano presenti in studio per l'occasione: Camaleonti, Formula 3, Equipe 84, Profeti, Showmen, Rokes, Dik Dik, Giganti e New Trolls.
Nel 2003 è stato realizzato un remake del programma su Rai 2 condotto da Ambra Angiolini, che veniva trasmesso dallo Studio 4 del Centro di Produzione RAI di Saxa Rubra a Roma.
Sul sito Rai Play sono disponibili entrambe le edizioni.